# 幌平橋駅
幌平橋駅（ほろひらばしえき）は、北海道札幌市中央区南15条西4丁目にある、札幌市交通局（札幌市営地下鉄）南北線の駅。駅番号はN10。

## 概要
南北線の中央区最南端の駅であり、1駅隣の中の島駅との間で豊平区との境界を越える。駅名の由来は、当駅の東側を流れる豊平川に架かる「幌平橋」。
中島公園の南側の出入口でいわば裏口にあたり、1駅隣で北側の出入口である中島公園駅に比べると利用客は少ないが、札幌静修高等学校静修学園や北海道札幌南高等学校などへの最寄駅であるため、ラッシュ時は通学利用客で混雑する。また、中島公園での北海道神宮例祭（札幌まつり）や豊平川河川敷での「花火大会」開催時には、会場への最寄駅として多くの乗客が利用する。
当駅の西側には札幌市電山鼻線の静修学園前停留場があり、同駅との乗継指定停留場となっている。
駅スタンプは幌平橋駅のイニシャルHの中に鴨々川と鴨が描かれたデザインとなっている。

## 歴史
- 1971年（昭和46年）12月16日 - 北24条駅〜真駒内駅間開業に伴い、設置。
- 2012年（平成24年）11月20日 - 可動式ホーム柵が稼働開始[2]。

## 駅構造
地下1階に改札口、地下2階に2面2線の相対式ホームがある。地上と地下1階、地下1階と地下2階はそれぞれエレベーターで結ばれている。出入口は豊水通に面して、エレベーター1ヶ所を含め3ヶ所設置されている。
一般のトイレは改札の内側に、身障者対応のトイレは地上と地下1階を結ぶエレベーターの向かい側にある。
中島公園駅と同様に新たな避難通路新設工事が行われ、当駅の避難通路が先に完成している。当駅南側ホーム終端からは、豊平川の異常出水の際にホームに水が流れ込まないように上下に開閉する防水扉が設けられている。

### のりば
| ホーム | 路線   | 行先                     |
| ------ | ------ | ------------------------ |
| 1      | 南北線 | 平岸・真駒内方面         |
| 2      | 南北線 | 大通・さっぽろ・麻生方面 |

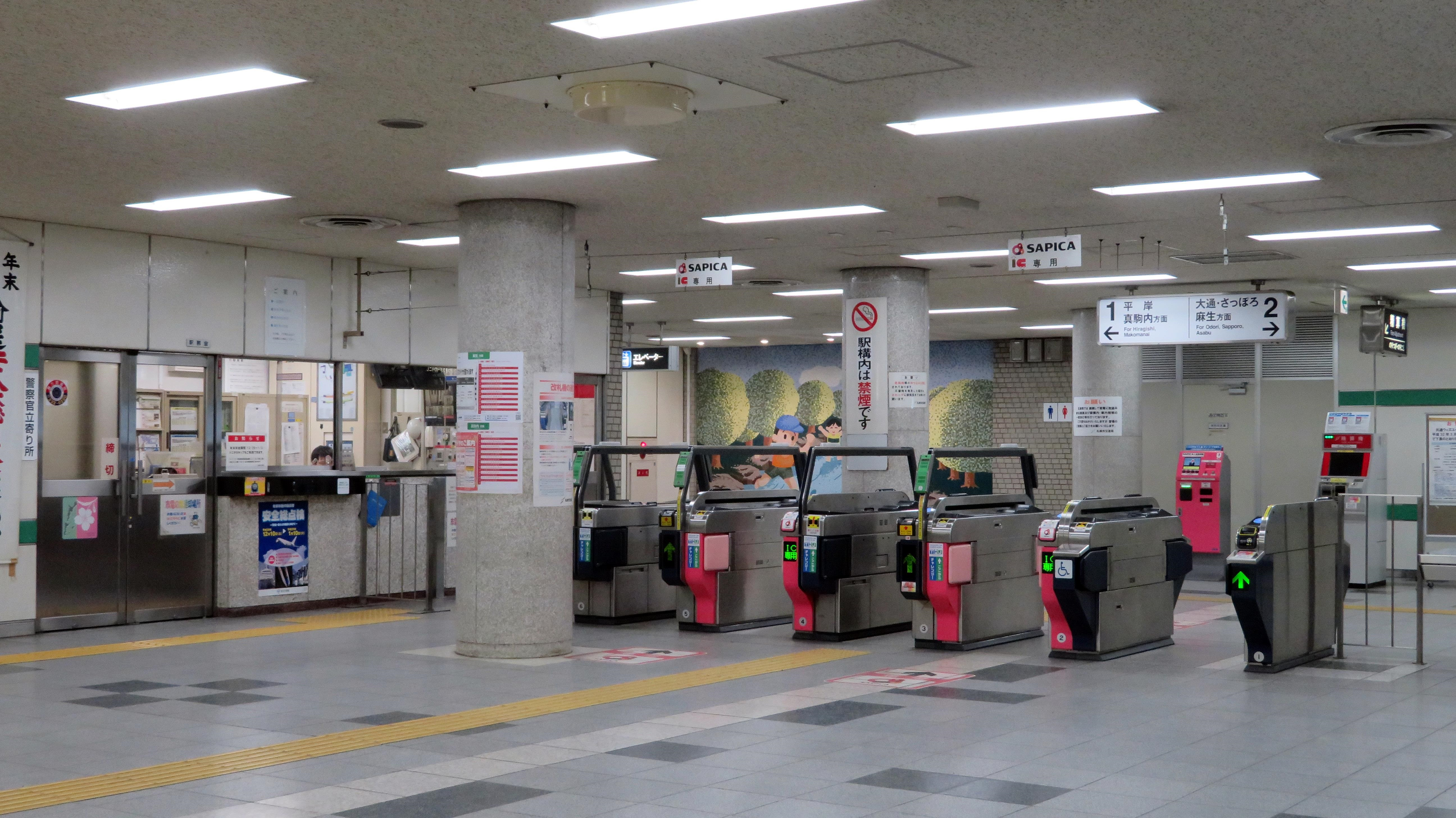
改札口
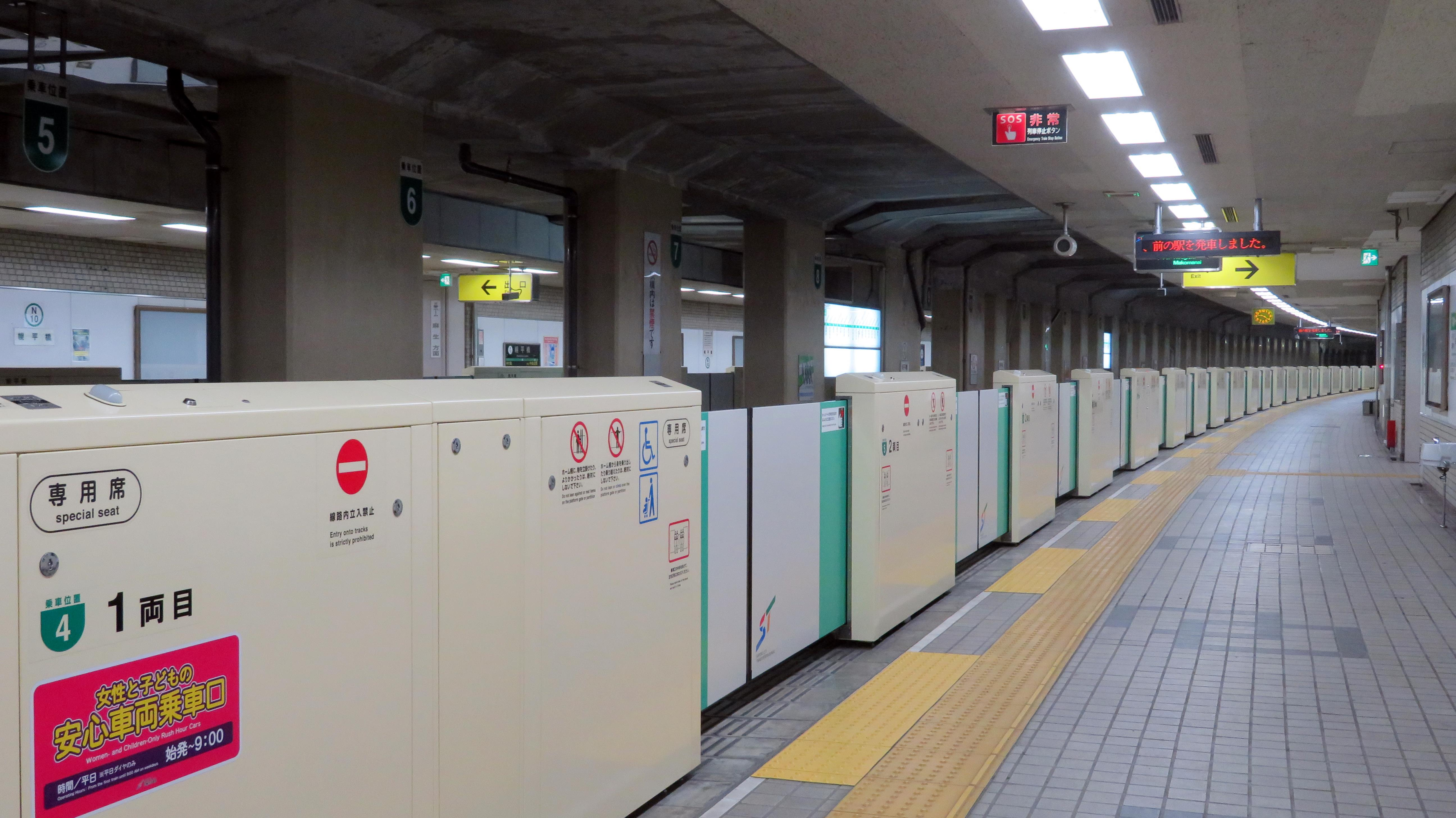
ホーム
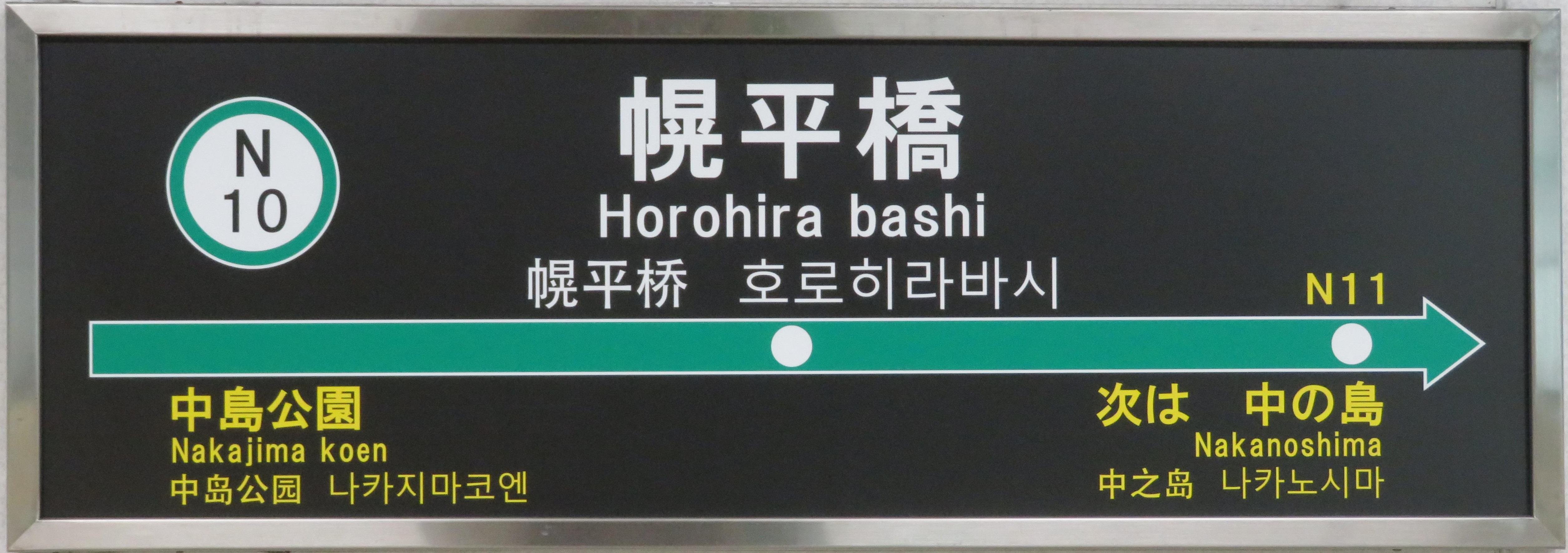
駅名標

## 利用状況
札幌市交通局によると、2022年度の1日平均乗車人員は4,688人であった。これは南北線では自衛隊前駅に次いで少ない数字である。
近年の1日平均乗車人員の推移は以下のとおりである。
| 年度   | 1日平均 乗車人員 | 出典   |
| ------ | ---------------- | ------ |
| 2003年 | 4,790            | [ 5 ]  |
| 2004年 | 4,896            | [ 5 ]  |
| 2005年 | 5,071            | [ 5 ]  |
| 2006年 | 5,080            | [ 5 ]  |
| 2007年 | 4,908            | [ 5 ]  |
| 2008年 | 4,866            | [ 5 ]  |
| 2009年 | 4,786            | [ 5 ]  |
| 2010年 | 4,836            | [ 5 ]  |
| 2011年 | 4,848            | [ 6 ]  |
| 2012年 | 4,920            | [ 6 ]  |
| 2013年 | 4,965            | [ 6 ]  |
| 2014年 | 4,860            | [ 6 ]  |
| 2015年 | 4,919            | [ 6 ]  |
| 2016年 | 5,097            | [ 7 ]  |
| 2017年 | 5,147            | [ 7 ]  |
| 2018年 | 5,139            | [ 8 ]  |
| 2019年 | 5,035            | [ 9 ]  |
| 2020年 | 3,833            | [ 10 ] |
| 2021年 | 4,058            | [ 11 ] |
| 2022年 | 4,688            | [ 11 ] |

## 駅周辺
前述の通り、中島公園の南端に位置し、周辺はマンションや民家が建ち並ぶ住宅街となっている。1駅隣の中島公園駅は中島公園を挟んで北側にある。
1番出入口（南15条西4丁目）
- 豊平川（幌平橋）[1]
- 中島公園[12]
  - 札幌市中島体育センター[12]
  - 札幌コンサートホールKitara[12]
  - 北海道立文学館[12]
- 日本郵便札幌南十四条郵便局
- 札幌方面南警察署行啓通交番
- 北海道銀行行啓通支店

2番出入口（南15条西4丁目）
- 北海道札幌南高等学校[12]
- 学校法人札幌静修学園
  - 札幌静修高等学校[12]
- 鴨々川遊水路[12]
- 札幌市交通局（札幌市電）静修学園前停留場 (SC17) [12]

## バス路線
2023年（令和5年）12月1日現在。路線詳細は営業所記事を参照。
「幌平橋駅前」停留所
- ジェイ・アール北海道バス（琴似営業所）[13]
  - 山鼻線：啓明ターミナル
    - 循環啓55・循環啓65
    - 循環啓56
    - 循環啓66

## 隣の駅
- 当駅から中の島駅間は0.5km(500m)であり、札幌市営地下鉄の駅間では最も短い。[14]

札幌市営地下鉄
 南北線
中島公園駅 (N09) - 幌平橋駅 (N10) - 中の島駅 (N11)